# Forever Summer
Forever Summer – singel portugalskiego DJ Drenchilla z gościnnym udziałem Indiiany.

## Odbiór komercyjny
Singel ten dostał się na 3. pozycję polskiej listy przebojów AirPlay – Top oraz na 503. miejsce listy Wspólnoty Niepodległych Państw Top Radio Hits. W odróżnieniu od poprzedniego singla Drenchilla nie był on popularny we Francji ani na terenie Belgii.

## Listy utworów
| Digital download / media strumieniowe | Digital download / media strumieniowe | Digital download / media strumieniowe |
| Nr                                    | Tytuł utworu                          | Długość                               |
| ------------------------------------- | ------------------------------------- | ------------------------------------- |
| 1.                                    | „Forever Summer”                      | 2:36                                  |

| Digital download / media strumieniowe – remiksy | Digital download / media strumieniowe – remiksy | Digital download / media strumieniowe – remiksy |
| Nr                                              | Tytuł utworu                                    | Długość                                         |
| ----------------------------------------------- | ----------------------------------------------- | ----------------------------------------------- |
| 1.                                              | „Forever Summer” (Wuqoo Remix)                  | 2:35                                            |
| 2.                                              | „Forever Summer” (Ctrsk & DJ Luxons Remix)      | 2:35                                            |
| 3.                                              | „Forever Summer” (TAC Remix)                    | 2:38                                            |
| 4.                                              | „Forever Summer” (Deep House Remix)             | 2:35                                            |
| 5.                                              | „Forever Summer” (PeterPaul Remix)              | 2:51                                            |
|                                                 |                                                 | 13:14                                           |

## Notowania i certyfikaty

### Tygodniowe
| Terytorium | Notowanie            | Pozycja | Źr.   |
| ---------- | -------------------- | ------- | ----- |
| Polska     | AirPlay – Top        | 3       | [ 2 ] |
| Polska     | AirPlay – Nowości    | 1       | [ 4 ] |
| Niemcy     | Dance-Charts         | 5       | [ 5 ] |
| Niemcy     | Deutsche Dj Playlist | 3       | [ 6 ] |
| WNP        | Top Radio Hits       | 503     | [ 3 ] |

### Roczne
| Terytorium | Notowanie            | Pozycja | Źr.   |
| ---------- | -------------------- | ------- | ----- |
| Niemcy     | Deutsche Dj Playlist | 32      | [ 7 ] |

### Certyfikaty
| Kraj          | Certyfikat      | Sprzedaż | Źr.         |
| ------------- | --------------- | -------- | ----------- |
| Polska (ZPAV) | platynowa płyta | 20 000+  | [ 8 ] [ 9 ] |

## Historia wydania
| Obszar     | Data                 | Format                      | Wersja            | Wytwórnia                                                                      | Źr.    |
| ---------- | -------------------- | --------------------------- | ----------------- | ------------------------------------------------------------------------------ | ------ |
| Cały świat | 25 października 2019 | MP3                         | Giorgio Gee Remix | Nitron Music                                                                   | [ 10 ] |
| Cały świat | 25 października 2019 | digital download, streaming | Giorgio Gee Remix | Dusty Desert Music (Planet Punk Music), Nitron Music (Universal Music Germany) | [ 11 ] |
| Cały świat | 8 maja 2020          | digital download, streaming | oryginał          | Dusty Desert Music (Planet Punk Music), Nitron Music (Universal Music Germany) | [ 12 ] |
| Cały świat | 8 maja 2020          | MP3                         | oryginał          | Nitron Music                                                                   | [ 13 ] |